# Herzberg (Mark)

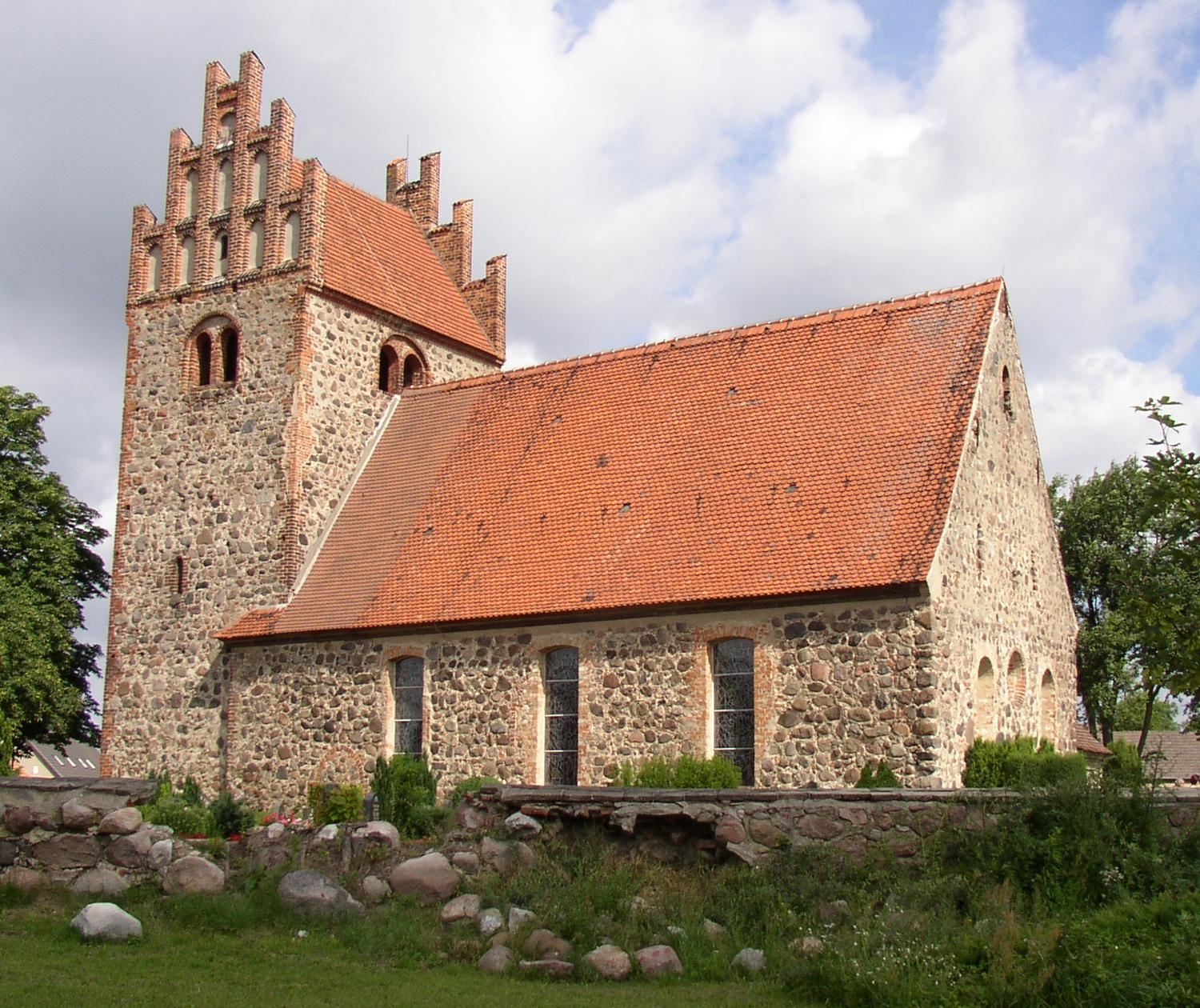
Kościół w Herzberg (Mark)

Herzberg (Mark) – gmina w Niemczech w kraju związkowym Brandenburgia, w powiecie Ostprignitz-Ruppin, wchodzi w skład urzędu Lindow (Mark).

## Geografia
Gmina Herzberg położona jest niedaleko miasta Neuruppin, na trasie drogi krajowej B167.

## Nazwa
Urzędowa forma nazwy jest dwuczłonowa, przy czym drugi wyraz zapisywany jest w nawiasie; potocznie nazwę miasta skraca się do samego Herzberg.